# Гусарский Королевы Вильгельмины Нидерландской полк № 15 (ганноверский)
Гусарский Королевы Вильгельмины Нидерландской полк № 15 (ганноверский) (нем. Husaren-Regiment „Königin Wilhelmina der Niederlande“ (Hannoversches) Nr. 15) был кавалерийским полком прусской армии.

## История
Первоначально полк был сформирован 19 декабря 1803 года как кавалерийская часть вооруженных сил Ганноверского королевства. 
После проигранной войны 1866 года и аннексии страны Пруссией полк был включен в состав прусской армии как 15-й гусарский Ганноверский полк. 
Но в связи с основанием Германской империи 18 января 1871 года полк в июне того же года был переведен в тогдашний город Вандсбек. 
Кайзер Вильгельм II назначил королеву Нидерландов Вильгельмину шефом полка 31 августа 1898 года и назвал полк в ее честь. Полк входил в 18-ю кавалерийскую бригаду в Альтоне.

## Командиры
| Звание                   | Имя/Фамилия                  | Время руководства                       |
| ------------------------ | ---------------------------- | --------------------------------------- |
| Майор                    | Бернхард фон Козель          | 1866                                    |
|                          | Карл фон Унгер               | 1867                                    |
| Полковник                | Бернхард фон Козель          | 1870                                    |
|                          | Федор фон Гродзки            | 1871                                    |
| Подполковник/Полковник   | Иоганн фон Шадов-Годенхаузен | 12 декабря 1872 г. — 18 октября 1881 г. |
| Подполковник/Полковник   | Герхард фон Пеле-Нарбонн     | 18 октября 1881 г. — 16 апреля 1888 г.  |
| Полковник                | Карл Гейр фон Швеппенбург    | 17 апреля 1888 г.                       |
| Подполковник             | Август фон Хут               | 19 ноября 1891 г. — 15 июня 1894 г.     |
| Подполковник / Полковник | Ойген фон Хиршфельд          | 16 июня 1894 г. — 1 июня 1898 г.        |
| Подполковник/Полковник   | Фриц фон Дипенбройк-Грютер   | 2 июня 1898 г. по 26 июля 1902 г.       |
| Подполковник/Полковник   | Ведиг фон Цитцевиц           | 27 июля 1902 г. — 21 марта 1907 г.      |
| Подполковник             | Артур фон Штукман            | 22 марта 1907 г. — 19 апреля 1909 г.    |
| Подполковник/Полковник   | Удо фон Зехов                | 20 апреля 1909 г. — 26 января 1913 г.   |
| Майор/Подполковник       | Пауль фон Шёнайх             | 27 января 1913 г. — 7 августа 1914 г.   |
| Подполковник             | Ганс Иоахим фон Цитен        | 8 августа 1914 г. — 19 марта 1918 г.    |
| Майор                    | Вилли фон Врангель           | 20 марта 1918 г. — 9 января 1919 г.     |
| Полковник                | Ганс Иоахим фон Цитен        | 10 января — 30 сентября 1919 г.         |